# Perizoma orbata
Perizoma orbata là một loài bướm đêm trong họ Geometridae.